# Aconitum pawlowskii
Aconitum pawlowskii är en ranunkelväxtart som beskrevs av J. Mitka, W. Starmühler. Aconitum pawlowskii ingår i släktet stormhattar, och familjen ranunkelväxter. Inga underarter finns listade i Catalogue of Life.